# Пунчикити (Кјети)
Пунчикити (итал. Puncichitti) је насеље у Италији у округу Кјети, региону Абруцо.
Према процени из 2011. у насељу је живело 29 становника. Насеље се налази на надморској висини од 135 м.